# Малайзия на летних Олимпийских играх 2004
Малайзия на летних Олимпийских играх в Афинах 2004 года не завоевала ни одной медали. Впервые в истории Малайзия была представлена в стрельбе из лука.

## Результаты соревнований

### Бадминтон
Спортсменов — 9
Мужчины
| Соревнование     | Спортсмены               | 1/16 финала                                           | 1/8 финала                                                     | Четвертьфинал                                    | Полуфинал             | Матч за 3-е место     | Финал                 | Место |
| Соревнование     | Спортсмены               | Соперник Счёт                                         | Соперник Счёт                                                  | Соперник Счёт                                    | Соперник Счёт         | Соперник Счёт         | Соперник Счёт         | Место |
| ---------------- | ------------------------ | ----------------------------------------------------- | -------------------------------------------------------------- | ------------------------------------------------ | --------------------- | --------------------- | --------------------- | ----- |
| Одиночный разряд | Ли Чонг Вей              | Нг Вэй (HKG) Поб. 15-3, 15-3                          | Чэнь Хун (CHN) (2) Пор. 11-15, 15-3, 12-15                     | Завершил выступление                             | Завершил выступление  | Завершил выступление  | Завершил выступление  | 9     |
| Одиночный разряд | Вон Чун Хань (3)         | Пшемыслав Ваха (POL) Поб. 15-1, 15-1                  | Тауфик Хидаят (INA) Пор. 15-11, 7-15, 9-15                     | Завершил выступление                             | Завершил выступление  | Завершил выступление  | Завершил выступление  | 9     |
| Одиночный разряд | Рослин Хашим             | Сони Дви Кункоро (INA) (8) Пор. 6-15, 15-9, 8-15      | Завершил выступление                                           | Завершил выступление                             | Завершил выступление  | Завершил выступление  | Завершил выступление  | 17    |
| Парный разряд    | Ли Вань Ва Чун Тань Фук  |                                                       | Тесана Панвисвас, Прамоте Тиравиватана (THA) Поб. 15-10, 15-13 | Ли Донсу, Ю Йонсон (KOR) Пор. 15-11, 11-15, 9-15 | Завершили выступление | Завершили выступление | Завершили выступление | 5     |
| Парный разряд    | Цзоу Чун Эн Чань Чун Мин | Теодорос Велкос, Георгиос Патис (GRE) Поб. 15-1, 15-4 | Сан Ян, Чжэн Бо (CHN) (6) Пор. 11-15, 7-15                     | Завершили выступление                            | Завершили выступление | Завершили выступление | Завершили выступление | 9     |

Женщины
| Соревнование  | Спортсменки           | 1/16 финала                                        | 1/8 финала                                   | Четвертьфинал         | Полуфинал             | Матч за 3-е место     | Финал                 | Место |
| Соревнование  | Спортсменки           | Соперник Счёт                                      | Соперник Счёт                                | Соперник Счёт         | Соперник Счёт         | Соперник Счёт         | Соперник Счёт         | Место |
| ------------- | --------------------- | -------------------------------------------------- | -------------------------------------------- | --------------------- | --------------------- | --------------------- | --------------------- | ----- |
| Парный разряд | Вон Пэй Ти Чин И Хуэй | Сэйко Ямада, Сидзука Ямамото (JPN) Поб. 15-7, 15-9 | Гао Лин, Хуан Суй (CHN) (2) Пор. 12-15, 8-15 | Завершили выступление | Завершили выступление | Завершили выступление | Завершили выступление | 9     |

### Велоспорт

#### Трековый велоспорт
Спринт
| Соревнование | Спортсмен  | Квалификация   | Квалификация | 1/16 финала                         | Отбор                                   | 1/8 финала              | Отбор                             | 1/4 финала                                                   | Полуфинал            | Финал                | Место |
| Соревнование | Спортсмен  | Время Скорость | Место        | Соперник Время                      | Соперники Время                         | Соперник Время          | Соперники Время                   | Соперник Время                                               | Соперник Время       | Соперники Время      | Место |
| ------------ | ---------- | -------------- | ------------ | ----------------------------------- | --------------------------------------- | ----------------------- | --------------------------------- | ------------------------------------------------------------ | -------------------- | -------------------- | ----- |
| мужчины      | Джозайя Нг | 10,515 68,473  | 11 (Q)       | ESPХосе Антонио Вильянуэва П 11,234 | KORЯн Хичун SVKЯрослав Ержабек В 11,006 | AUSРайан Бэйли П 10,520 | GBRРосс Эдгар AUSШон Иди П 10,906 | За 9-е место                                                 |                      |                      |       |
| мужчины      | Джозайя Нг | 10,515 68,473  | 11 (Q)       | ESPХосе Антонио Вильянуэва П 11,234 | KORЯн Хичун SVKЯрослав Ержабек В 11,006 | AUSРайан Бэйли П 10,520 | GBRРосс Эдгар AUSШон Иди П 10,906 | ESPХосе Антонио Вильянуэва NEDТён Мюлдер AUSШон Иди П 11,063 | Завершил выступление | Завершил выступление | 11    |

Кейрин
| Спортсмен  | Первый раунд | Первый раунд | Утешительный заезд | Утешительный заезд | Второй раунд | Второй раунд | Финал | Итоговое место |
| Спортсмен  | Заезд        | Место        | Заезд              | Место              | Заезд        | Место        | Место | Итоговое место |
| ---------- | ------------ | ------------ | ------------------ | ------------------ | ------------ | ------------ | ----- | -------------- |
| Джозайя Нг | 2            | 5            | 2                  | 2 (Q)              | 1            | 2 (Q)        | DSQ   | 6              |

### Гимнастика

#### Спортивная гимнастика
Мужчины
Многоборье
| Соревнование      | Спортсмены | Квалификация        | Квалификация | Квалификация | Квалификация   | Квалификация        | Квалификация | Квалификация | Квалификация | Финал                | Финал                | Финал                | Финал                | Финал                | Финал                | Финал                | Финал                |
| Соревнование      | Спортсмены | Вольные выступления | Конь         | Кольца       | Опорный прыжок | Параллельные брусья | Перекладина  | Всего        | Место        | Вольные выступления  | Конь                 | Кольца               | Опорный прыжок       | Параллельные брусья  | Перекладина          | Всего                | Место                |
| ----------------- | ---------- | ------------------- | ------------ | ------------ | -------------- | ------------------- | ------------ | ------------ | ------------ | -------------------- | -------------------- | -------------------- | -------------------- | -------------------- | -------------------- | -------------------- | -------------------- |
| личное многоборье | Нг Шу Вай  | 9,300               | 9,250        | 9,162        | 9,412          | 8,300               | 9,225        | 54,649       | 38           | Завершил выступление | Завершил выступление | Завершил выступление | Завершил выступление | Завершил выступление | Завершил выступление | Завершил выступление | Завершил выступление |

### Лёгкая атлетика
Спортсменов — 2
Мужчины
| Дисциплина | Спортсмен        | Предварительный раунд | Предварительный раунд | Четвертьфиналы       | Четвертьфиналы       | Полуфиналы           | Полуфиналы           | Финал                | Финал                |
| Дисциплина | Спортсмен        | Результат             | Место                 | Результат            | Место                | Результат            | Место                | Результат            | Место                |
| ---------- | ---------------- | --------------------- | --------------------- | -------------------- | -------------------- | -------------------- | -------------------- | -------------------- | -------------------- |
| 200 м      | Назмизан Мохамад | 21,24                 | 45                    | Завершил выступление | Завершил выступление | Завершил выступление | Завершил выступление | Завершил выступление | Завершил выступление |

Женщины
| Дисциплина      | Спортсменка | Финал     | Финал |
| Дисциплина      | Спортсменка | Результат | Место |
| --------------- | ----------- | --------- | ----- |
| ходьба на 20 км | Юань Юйфан  | 1:36:34   | 35    |

### Парусный спорт
Открытый класс
| Класс | Спортсмен | Гонка | Гонка | Гонка | Гонка | Гонка | Гонка | Гонка | Гонка | Гонка | Гонка | Гонка | Очки | Место |
| Класс | Спортсмен | 1     | 2     | 3     | 4     | 5     | 6     | 7     | 8     | 9     | 10    | 11    | Очки | Место |
| ----- | --------- | ----- | ----- | ----- | ----- | ----- | ----- | ----- | ----- | ----- | ----- | ----- | ---- | ----- |
| Лазер | Кевин Лим | 23    | 21    | 33    | 17    | OCS   | 35    | 26    | 21    | 18    | 19    | 7     | 220  | 24    |

### Плавание
Мужчины
| Дистанция                  | Спортсмены | Предварительный раунд | Предварительный раунд | Предварительный раунд | Полуфинал            | Полуфинал            | Полуфинал            | Финал                | Финал                |
| Дистанция                  | Спортсмены | Заплыв                | Результат             | Место                 | Заплыв               | Результат            | Место                | Результат            | Место                |
| -------------------------- | ---------- | --------------------- | --------------------- | --------------------- | -------------------- | -------------------- | -------------------- | -------------------- | -------------------- |
| 50 метров вольным стилем   | Аллен Онг  | 5                     | 23,52                 | 46                    | Завершил выступление | Завершил выступление | Завершил выступление | Завершил выступление | Завершил выступление |
| 100 метров вольным стилем  | Аллен Онг  | 4                     | 52,04                 | 50                    | Завершил выступление | Завершил выступление | Завершил выступление | Завершил выступление | Завершил выступление |
| 1500 метров вольным стилем | Сао И Кхай | 1                     | 16:06,38              | 32                    | Не проводится        | Не проводится        | Не проводится        | Завершил выступление | Завершил выступление |

Женщины
| Дистанция                        | Спортсменки | Предварительный раунд | Предварительный раунд | Предварительный раунд | Полуфинал             | Полуфинал             | Полуфинал             | Финал                 | Финал                 |
| Дистанция                        | Спортсменки | Заплыв                | Результат             | Место                 | Заплыв                | Результат             | Место                 | Результат             | Место                 |
| -------------------------------- | ----------- | --------------------- | --------------------- | --------------------- | --------------------- | --------------------- | --------------------- | --------------------- | --------------------- |
| 100 метров брассом               | Сыо И Тин   | 2                     | 1:13,30               | 36                    | Завершила выступление | Завершила выступление | Завершила выступление | Завершила выступление | Завершила выступление |
| 200 метров брассом               | Сыо И Тин   | 5                     | 2:33,79               | 21                    | Завершила выступление | Завершила выступление | Завершила выступление | Завершила выступление | Завершила выступление |
| 200 метров комплексным плаванием | Сыо И Тин   | 3                     | 2:19,52               | 22                    | Завершила выступление | Завершила выступление | Завершила выступление | Завершила выступление | Завершила выступление |

### Прыжки в воду
Спортсменов — 3
Мужчины
| Соревнование     | Спортсмен           | Предварительный раунд | Предварительный раунд | Полуфинал            | Полуфинал            | Финал                | Финал                |
| Соревнование     | Спортсмен           | Результат             | Место                 | Результат            | Место                | Результат            | Место                |
| ---------------- | ------------------- | --------------------- | --------------------- | -------------------- | -------------------- | -------------------- | -------------------- |
| вышка, 10 метров | Брайан Никсон Ломас | 407,13                | 19                    | Завершил выступление | Завершил выступление | Завершил выступление | Завершил выступление |

Женщины
| Соревнование      | Спортсменки  | Предварительный раунд | Предварительный раунд | Полуфинал             | Полуфинал             | Финал                 | Финал                 |
| Соревнование      | Спортсменки  | Результат             | Место                 | Результат             | Место                 | Результат             | Место                 |
| ----------------- | ------------ | --------------------- | --------------------- | --------------------- | --------------------- | --------------------- | --------------------- |
| трамплин, 3 метра | Грейси Юнита | 223,44                | 26                    | Завершила выступление | Завершила выступление | Завершила выступление | Завершила выступление |
| трамплин, 3 метра | Лян Мин Юй   | 227,67                | 26                    | Завершила выступление | Завершила выступление | Завершила выступление | Завершила выступление |
| вышка, 10 метров  | Лян Мин Юй   | 273,33                | 21                    | Завершила выступление | Завершила выступление | Завершила выступление | Завершила выступление |

### Стрельба
Спортсменов — 2
Мужчины
| Соревнование | Спортсмены  | Квалификация | Квалификация | Финал                | Финал                |
| Соревнование | Спортсмены  | Результат    | Место        | Результат            | Место                |
| ------------ | ----------- | ------------ | ------------ | -------------------- | -------------------- |
| трап         | Бернард Йео | 107          | 34           | Завершил выступление | Завершил выступление |
| скит         | Рикки Тэ    | 113          | 40           | Завершил выступление | Завершил выступление |

### Стрельба из лука
Женщины
| Соревнование              | Спортсменка       | Квалификация | Квалификация | 1/32 финала                   | 1/16 финала           | 1/8 финала            | Четвертьфинал         | Полуфинал             | Финал                 | Место |
| Соревнование              | Спортсменка       | Результат    | Место        | Соперник Результат            | Соперник Результат    | Соперник Результат    | Соперник Результат    | Соперник Результат    | Соперник Результат    | Место |
| ------------------------- | ----------------- | ------------ | ------------ | ----------------------------- | --------------------- | --------------------- | --------------------- | --------------------- | --------------------- | ----- |
| индивидуальное первенство | Мон Реди Сут Ткси | 626          | 32           | RUSНаталья Болотова П 143:154 | Завершила выступление | Завершила выступление | Завершила выступление | Завершила выступление | Завершила выступление | 44    |

### Тхэквондо
Женщины
| Категория | Спортсменка | Первый раунд          | Четвертьфинал         | Полуфинал             | Финал                 | Место |
| Категория | Спортсменка | Соперник Результат    | Соперник Результат    | Соперник Результат    | Соперник Результат    | Место |
| --------- | ----------- | --------------------- | --------------------- | --------------------- | --------------------- | ----- |
| до 49 кг  | Элейн Тео   | GUAЭуда Кариас П 4:+4 | Завершила выступление | Завершила выступление | Завершила выступление | 10    |

### Тяжёлая атлетика
Мужчины
| Категория | Спортсмен           | Вес   | Рывок | Рывок | Рывок | Толчок | Толчок | Толчок | Всего | Место |
| Категория | Спортсмен           | Вес   | 1     | 2     | 3     | 1      | 2      | 3      | Всего | Место |
| --------- | ------------------- | ----- | ----- | ----- | ----- | ------ | ------ | ------ | ----- | ----- |
| до 56 кг  | Мохд Файзал Бахаром | 55,47 | 110,0 | 115,0 | 115,0 | 132,5  | 132,5  | 132,5  | —     | —     |

### Футбол
Субхиддин Мохд Саллех обслуживал матчи мужского футбольного турнира в качестве главного арбитра. Он работал на двух матчах группового этапа (Мали — Мексика, Сербия и Черногория — Австралия).

### Хоккей на траве
Амарджит Сингх был одним из арбитров мужского хоккейного турнира (6 матчей в качестве полевого и 2 матча в качестве резервного арбитра).